# Kalendarium rządu Józefa Pińkowskiego
Kalendarium rządu Józefa Pińkowskiego opisuje powołanie rządu Józefa Pińkowskiego, zmiany na stanowiskach ministrów, sekretarzy stanu, podsekretarzy stanu, wojewodów i wicewojewodów.

## Zmiany w rządzie
Lista zmian personalnych na stanowiskach ministrów, sekretarzy stanu i podsekretarzy stanu.
- 24 sierpnia 1980
- Powołania:
  - Józef Pińkowski na urząd p.o. prezesa Rady Ministrów,
  - Tadeusz Grabski na urząd wiceprezesa Rady Ministrów,
  - Henryk Kisiel na urzędy wiceprezesa Rady Ministrów i przewodniczącego Komisji Planowania,
  - Aleksander Kopeć na urząd wiceprezesa Rady Ministrów,
  - Marian Krzak na stanowisko ministra finansów,
  - Henryk Gawroński na stanowisko ministra przemysłu maszynowego,
  - Józef Czyrek na stanowisko ministra spraw zagranicznych,
  - Jerzy Gawrysiak na stanowisko ministra bez teki.
- 5 września 1980
- Powołanie (decyzją Sejmu):
  - Józef Pińkowski na urząd prezesa Rady Ministrów.
- 8 października 1980
- Odwołania:
  - Kazimierza Barcikowskiego, Tadeusza Bejma, Tadeusza Grabskiego, Franciszka Kaima, Jana Kamińskiego, Stanisława Kowalczyka, Włodziemierza Lejczaka, Romana Malinowskiego (zachował funkcję wicepremiera), Zygmunta Najdowskiego, Wiktora Sielanko.
  - W związku z uniezależnieniem NIK-u od rządu, jej prezes Mieczysław Moczar przestał być członkiem rządu.
- Powołania:
  - gen. dyw. Stanisław Kowalczyk na urząd wiceprezesa Rady Ministrów,
  - Stanisław Mach na urząd wiceprezesa Rady Ministrów,
  - Mieczysław Glanowski na stanowisko ministra górnictwa,
  - Zbigniew Szałajda na stanowisko ministra hutnictwa,
  - Józef Tejchma na stanowisko ministra kultury i sztuki,
  - Władysław Jabłoński na stanowisko ministra przemysłu lekkiego,
  - prof. Jan Załęski (ZSL) na stanowisko ministra przemysłu spożywczego i skupu,
  - gen. dyw. Mirosław Milewski na stanowisko ministra spraw wewnętrznych.
- 21 listopada 1980
- Odwołania:
  - Edwarda Barszcza, Mari Milczarek, Mariana Śliwińskiego, Macieja Wirowskiego.
- Powołania:
  - prof. Jerzy Ozdowski (bezp. z neo-„Znaku”) na urząd wiceprezesa Rady Ministrów,
  - Jerzy Brzostek na stanowisko ministra budownictwa i przemysłu materiałów budowlanych,
  - Janusz Obodowski na stanowisko ministra pracy, płac i spraw socjalnych,
  - Stanisław Ciosek na stanowisko ministra bez teki ds. współpracy ze związkami zawodowymi,
  - Tadeusz Szelachowski (ZSL) na stanowisko kierownika ministerstwa zdrowia i opieki społecznej.
- 11 lutego 1981
- Odwołanie:
  - Józefa Pińkowskiego z urzędu prezesa Rady Ministrów.